# Lenguas de Bomberai occidental
Las lenguas de Bomberai occidental son una pequeña familia de lenguas papúes habladas en la península de Bomberai en Nueva Guinea Occidental. Dos de las lenguas, el baham y el iha, están estrechamente emparentadas, y la tercera es más distante. 

## Clasificación
Las lenguas de Bomberai occidental, fueron incluidas dentro de las lenguas trans-neoguineanas occidentales. La clasificación usual de estas lenguas es:
- Karas (aislada)
- Bomberai occidental (propiamente dicho)
  - Baham (Mbaham)
  - Iha

## Descripción lingüística
Los pronombres que Ross reconstruye para el proto-Bomberai occidental son:
| Yo | *na | nosotros (incl.) | *in    |
| Yo | *na | nosotros (excl.) | *bi(r) |
| tú | *ka | vosotros         | *ki    |
Nótese que las formas de 1ªsg., 2ªsg y 2ª pl. se corresponden con las formas del proto-transneoguineano.

### Comparación léxica
Los numerales en diferentes variedades de lenguas de Bomberai occidental son:
| GLOSA | Bomberai occidental | Bomberai occidental | Bomberai occidental | Karas     |
| GLOSA | Iha                 | Baham               | PROTO- BOMB. OCC.   | Karas     |
| ----- | ------------------- | ------------------- | ------------------- | --------- |
| '1'   | heréwo              | kujegono            | *-gon               | kon       |
| '2'   | hererîk             | kwareik             | *-reik              | ir        |
| '3'   | heretéri            | kwundik             | *-nteri             | karuwok   |
| '4'   | hereŋgara           | kuriaŋgra           | *-riŋgara           | kansjor   |
| '5'   | heretembu           | kutumbu             | *-tembu             | ap        |
| '6'   | 5+1                 | 5+1                 | *5+1                | raman     |
| '7'   | 5+2                 | 5+2                 | *5+2                | ramandali |
| '8'   | 5+3                 | 5+3                 | *5+3                | irie      |
| '9'   | 5+4                 | 5+4                 | *5+4                | kaniŋgoni |
| '10'  | herékpra            | kukora              | *kopara             | putkom    |